# 1332
1332 (MCCCXXXII) je bilo prestopno leto, ki se je po julijanskem koledarju začelo na sredo.

## Dogodki

### Slovenija
- 30. julij - Umrlega oglejskega patriarha Pagana della Torreja nasledi Bertrand od Svetega Genezija. 1350 ↔

### Začetek druge vojne za škotsko neodvisnost
- Proangleška škotska stranka Razlaščenih, The Disinherited[1], ki se centrira okoli klana Balliol, postane s smrtjo škotskega kralja Roberta Bruca in ustoličenjem njegovega mladoletnega sina Davida II. ponovno glasnejša. Za krono škotskega kralja se poteguje Edward Balliol, sin prosulega kralja Johna Balliola. ↓
- 20. julij → Med pripravami na angleško invazijo in novo državljansko vojno umre po kratki bolezni škotski regent Thomas Randolph, 1. grof Moray. Domneva se, da so ga zastrupili Angleži, vendar je to malo verjetno. Regentstvo prevzame grof Mar Domhnall II. ↓
- 11. avgust → Bitka pri Dupplin Moorju: maloštevilčna proangleška vojska pod vodstvom Edwarda Balliola in razlaščenega plemiča Henryja de Beaumonta odločujoče porazi petkrat številčnejše škotske lojaliste zveste klanu Bruce. Zmago maloštevilčnih Razlaščenih odločijo taktična mobilnost, dolgi lok, neomejena zaloga puščic in smrtonosna izurjenost lokostrelcev. Škotske izgube so grozljive, do štiri petine vojske, vključno z večino škotskega plemstva. Medtem Razlaščeni z Angleži izgubijo zgolj 30 pešakov vključno s peščico vitezov. Manevri Balliolove vojske postanejo taktičen model za angleške zmage tekom stoletne vojne.
  - V bitki umre škotski regent Domhnall II.. Porazu uspe ubežati grofu Škotske marke Patrik V., 1. grof March, ki zorganizira odpor v notranjosti Škotske. Prav tako se večina Škotov samoiniciativno upre zmagovalnim prišlekom.
- 24. september - Scone: kronanje Edwarda Balliola za škotskega (proti)kralja. Po kronanju se hitro umakne nazaj proti jugu v Galloway, domačo regijo svojega klana.
- 16. december - Bitka pri Annanu: škotski lojalisti preženejo Edwarda Balliola z njegovimi privrženci nazaj v Anglijo, kjer poiščejo pomoč pri angleškem kralju Edvardu III. 1333 ↔

### Države naslednice Mongolskega imperija
- 2. september - Umrlega mongolskega vrhovnega kana Tug Temurja[2] nasledi Rinčinbal[3], mladoletni sin bivšega kana Hutuhtuja, ki ga je Tug Temur odstranil leta 1329. Šestletnega kana Rinčibala nastavi kot marioneto Tug Temurjev dvor. Nasledstvo izpodbijajo dvorniki Togun Temurja, ki je starejši polbrat novega kana.
- 23. oktober - Ustoličenje Rinčinbala za novega mongolskega vrhovnega kana in kitajskega cesarja dinastije Yuan. De facto vladar je dvornik in general umrlega kana Tug Temurja El Temur.
- 14. december - Verjetno naravne smrti umre 6 letni mongolski vrhovni kan Rinčinbal/cesar Ningzong. Največ s tem izgubi dvornik El Temur, ki naposled pristane na imenovanje Togon Temurja, 13 letnega polbrata umrlega kana, za novega vrhovnega kana in kitajskega cesarja. Vendar je Togon Temur dosti manj vodljiv in ima svoj krog zaščitnikov. 1333 ↔
- Ilkanat: kan Abu Said pomete pod preprogo zaroto, ki sta jo proti njemu pripravila njegova soproga Bagdad Katun in njen bivši soprog Hasan Buzurg. Slednjega kan sicer zapre. 1335 ↔
- Potovanje maroškega popotnika Ibn Batute: iz trapezuntske Sinope odpluje Krimski polotok, kjer pristane v genovski trgovski koloniji Kafi. Od tam nadaljuje pot v notranjost mongolske Zlate horde do Azova, kjer ga sprejme lokalni guverner. Od tam se odpravi na kratko potovanje v Volško Bolgarijo, ki je najbolj severna točka, ki jo doseže na svojih potovanjih. Zaradi ramazana ima težave s prehrano med zelo kratkimi nočmi sredi poletja. Po vrnitvi v Astrahan ga kan Uzbeg določi za spremljevalca njegovi noseči bizantinski ženi, da jo spremlja v Konstantinopel, kar je Ibn Batutovo prvo potovanje izven islamskega sveta.[4] V Konstantinoplu se sreča s cesarjem Andronikom III. in po mesecu dni se vrne nazaj v Astrahan. 1333 ↔

### Ostalo
- 5. januar - Umrlega kölnskega nadškofa[5] Henrika II. iz Virneburga nasledi Valram iz Jülicha.
- 8. januar - Umrlega trapezuntskega cesarja Andronika III. Velikega Komnena, o katerem je ohranjeno samo to, da je iz političnih razlogov umoril svoja brata, nasledi sin Manuel II.. Mladoletnost novega cesarja žepnega cesarstva izkoristi sosednji turški beg, ki napade Trapezuntsko cesarstvo, vendar se močno ušteje glede bojne pripravljenosti male državice. Podaniki kljub zmagi mladega cesarja Manuela II. odstavijo, ko izvedo za bratomor njegovega očeta. Oblast prevzame edini od preživelih stricev Vasilij. 1333 ↔
- januar - Anglija: zloglasna kriminalna družina Folville ugrabi vrhovnega sodnika[6] Richarda Willoughbyja. Gre za eno najbolj drznih kriminalnih dejanj Anglije 14. stoletja. Ugrabljeni sodnik je kasneje v zameno za uslužnosti tolpi izpuščen.
- 19. maj - Umrlega nürnberškega mestnega grofa Friderika IV. Hohenzollerna nasledi sin Ivan II.
- Srbija, Bolgarija, Bizantinsko cesarstvo: srbski kralj Dušan in bolgarski car Ivan Aleksander utrdita zavezništvo s tem, da se kralj Dušan poroči s sestro carja Ivana Aleksandra Heleno. Vsak sam zase v tem letu zatreta upore: Dušan v pokrajini Zeta in Ivan Aleksander upornega bratranca Belaurja. Zaposlenost obeh izkoristi bizantinski cesar Andronik III. Paleolog, ki vpade v Bolgarijo. ↓
- 18. julij - Bitka pri Rusokastroju: bolgarska vojska pod vodstvom carja Ivana Aleksandra s pomočjo Tatarov iz Zlate horde porazi bizantinsko vojsko pod vodstvom Andronika III. Paleologa. Mirovni sporazum se sklene z novim dinastičnim dogovorom. Ta bitka je tudi zadnji večji spopad med Bolgari in Bizantinci, ki jih v naslednjih desetletjih kritično oslabijo Osmani. 1333 ↔
- 29. julij - Saluzzo, S Italija: v mestni državljanski vojni, v kateri sta se po smrti markiza Saluzza Manfreda IV. za oblast spopadla sinova in polbrata Friderik I. (starejši sin) in Manfred V. (favoriziran sin), zmaga Friderik I. Zmagovalca odloči sosednji savojski grof in njun bratranec Amadej VI. 1336 ↔
- 2. avgust - S smrtjo marionetnega in čez vso razumno mero zadolženega danskega kralja Krištofa II., ki je bil pod vplivom danskih oligarhov, doseže Danska politično dno. Danski oligarhi se iz neznanega razloga odločijo, da ne bodo izbrali novega marionetnega kralja. Najmočnejši in najbogatejši med oligarhi je severnonemški plemič, holsteinski grof  Gerhard III., ki ima v lasti polotok Jutlandijo. Krone se poskuša polastiti starejši sin umrlega kralja Oton Estonski, ki pa je vojaško in finančno prešibak. 1334 ↔
- 22. oktober - Vojna Genkō: vladajoči klan šogunata Hodžo odstavi upornega cesarja Go-Daigoja in krona za novega cesarja njegovega sina Kogona. 1333 ↔
- 4. november - Švedski[7] kralj Magnus IV.[8] izkoristi politično brezvladje na Danskem in se polasti Skanije na južnem Švedskem, ki je sicer poprej pripadala danski kroni. 1360 ↔
- 7. november - Švicarski konfederaciji treh prakantonov Urija, Schwyza in Unterwaldna se pridruži četrti kanton Luzern.
- Poljsko-tevtonska vojna 1326–32: Poljaki in viteški red križnikov skleneta premirje. 1343 ↔
- Grofija Artois, Francija: večnemu dediču Artoisa in katalizatorju kasnejše stoletne vojne Robertu III. Artoiškemu uspe pobegniti iz zapora in se tako izogniti usmrtitvi, ker je ponaredil oporoko. Zateče se k nečaku, namurskemi markizu Ivanu II.. Francoski kralj Filip VI. udari z vsemi sredstvi (in lieškim nadškofom) po Namurju, zato se Robert Artoiški umakne k svaku Ivanu III. v Brabant. 1334 ↔
- Florentinska republika začne z gradnjo obmejnega mesta Firenzuola[9]. Florentinci si to leto priključijo še mesto Cortona.

## Rojstva
- 27. maj - Ibn Haldun, arabski zgodovinar, ekonomist, sociolog († 1406)
- 8. junij - Kangrande II. della Scala, veronski vladar († 1359)
- 18. junij - Ivan V. Paleolog, bizantinski cesar († 1391)
- 10. oktober - Karel II., navarski kralj († 1387)
- 14. december - Friderik III., turinški deželni grof, meissenški mejni grof († 1381)
- 26. december - Štefan Slavonski, madžarski princ, vojvoda Slavonije († 1354)

Neznan datum
- Andrea Vanni, italijanski (sienski) slikar († 1414)
- Friderik II., markiz Saluzza († 1396)
- Katarina iz Vadstene, švedska plemikinja, opatinja, svetnica († 1381)
- Muhamed VI., granadski emir († 1362)
- Muzafar Hadži, egiptovski mameluški sultan († 1347)
- Pero López de Ayala, kastiljski državnik, zgodovinar, pesnik († 1407)
- William Langland, angleški pesnik († 1386)
- Xu Da, kitajski general dinastije Ming († 1385)

## Smrti
- 5. januar - Henrik II. iz Virneburga, kölnski nadškof (* 1244)
- 8. januar - Andronik III. Veliki Komnen, trapezuntski cesar (* 1310)
- 13. februar - Andronik II. Paleolog, bizantinski cesar (* 1259)
- 13. marec - Teodor Metohit, bizantinski zgodovinar, državnik, mecen in filozof (* 1270)
- 19. maj - Friderik IV., nürnberški mestni grof (* 1287)
- 20. julij - Thomas Randolph, škotski regent, 1. grof Moray
- 30. julij - Pagano della Torre, oglejski patriarh
- 2. avgust - Krištof II., danski kralj (* 1276)
- 11. avgust:
  - Domhnall II., škotski regent, grof Mar (* 1302)
  - Murdoch III., grof Menteith
  - Robert II. Keith, škotski plemič, grof Marischal
  - Robert Bruce, škotski vitez, baron Liddesdale, nezakonski sin kralja Roberta Bruca
  - Thomas Randolph, škotski general, 2. grof Moray
- 2. september - Tug Temur/cesar Wenzong, mongolski vrhovni kan, kitajski cesar dinastije Yuan (* 1304)
- 14. december - Rinčinbal/cesar Ningzong, mongolski vrhovni kan, cesar dinastije Yuan (* 1326)

Neznan datum
- Andrej iz Perugie, frančiškanski opat in misijonar, škof Zaitona
- Folgóre da San Gimignano, italijanski (toskanski) pesnik (* 1270)
- Kjogoku Tamekane, japonski pesnik (* 1254)